# Bistum Chalon

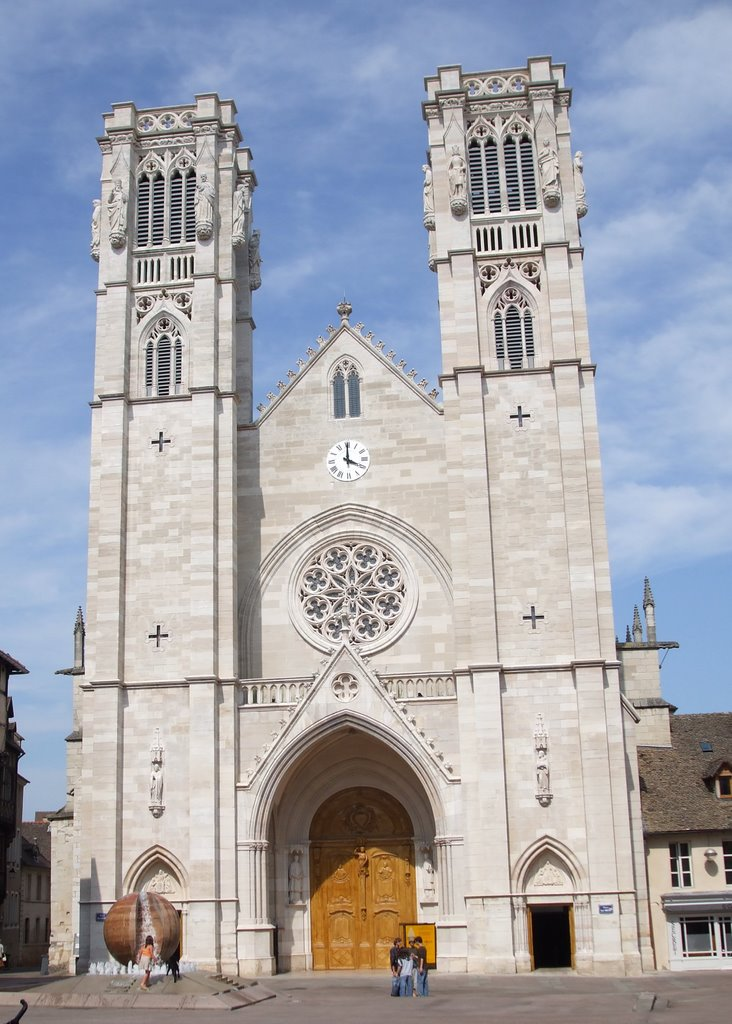
Kathedrale St. Vincent in Chalon-sur-Saône

Das Bistum Chalon (lat.: Dioecesis Cabillonensis) war eine in Frankreich gelegene römisch-katholische Diözese mit Sitz in Chalon-sur-Saône. 

## Geschichte
Das Bistum Chalon wurde wahrscheinlich bereits im 4. Jahrhundert errichtet; erster Bischof war ein gewisser Donatus oder Donatianus. Es war lange Zeit dem Erzbistum Lyon als Suffraganbistum unterstellt. Im Jahr 1772 umfasste das Bistum Chalon 220 Pfarreien. Am 29. November 1801 wurde es infolge des Konkordats von 1801 durch Papst Pius VII. mit der Päpstlichen Bulle Qui Christi Domini aufgelöst und das Territorium wurde dem Bistum Autun angegliedert.